# Kintyre-félsziget

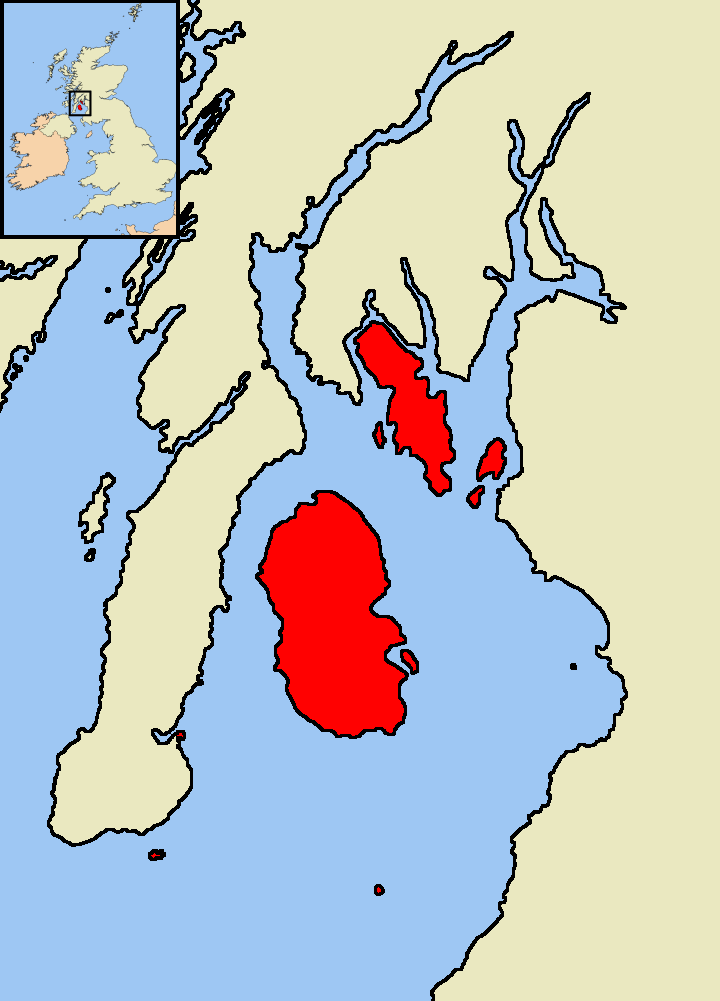
Az Alsó Firth of Clyde-szigetek a félsziget és a skót szárazföld között

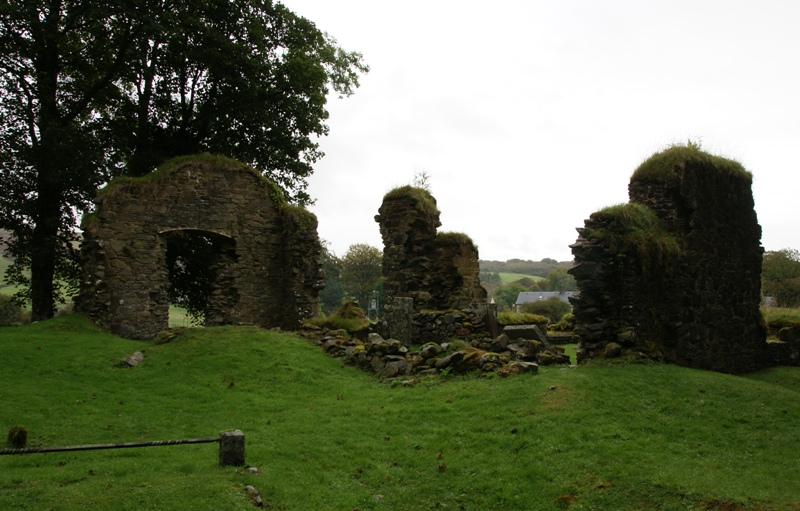
A Saddell-apátság romjai

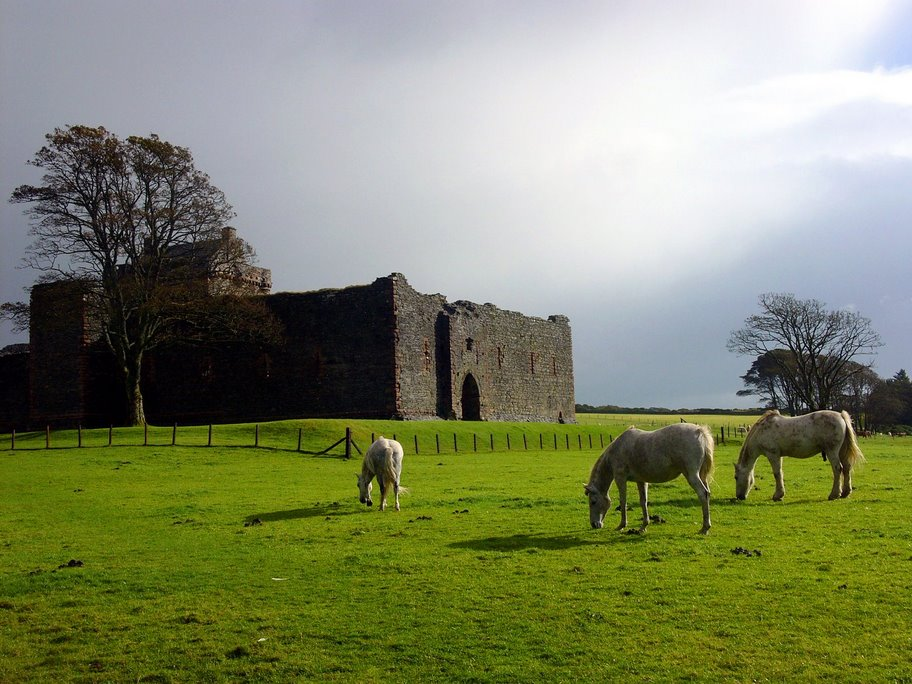
A Skipness-kastély

A Kintyre-félsziget (Cantire-, illetve Cantyre-félsziget) durván meridionális csapású nagy félsziget Argyle grófságban. Az Arran-szigettől a Kilbranan-szoros választja el.
A félsziget 68 km hosszú, 7–19 km széles. Déli kiszögellése, a Mull of Kintyre-fok 21 km-re közelíti meg Írországot. Északi részét Knapdale-nek nevezik.
Túlnyomó, szigetszerű része dombvidék, amit a keskeny (a Loch Tarbertnél mindössze 1⅓ km széles) Kilcalmonell-földszoros köt a szárazulathoz.
Legnagyobb települése a félsziget keleti partján épült  Campbeltown. Az 1911-es népszámlálás szerint még 7626 lakosa volt, 2018-ban már csak kb. 4800.
További települései:
- Achinhoan
- Bellochantuy
- Campbeltown
- Carradale
- Clachan
- Claonaig
- Dippen
- Drumlemble
- Glenbarr
- Grogport
- Kennacraig
- Kilchenzie
- Killean
- Machrihanish
- Muasdale
- Peninver
- Saddell
- Skipness
- Southend
- Stewarton
- Tarbert
- Tayinloan
- Torrisdale
- West Tarbert
- Whitehouse

A rámszari egyezményben védett vizes élőhely.